# Vital de Savigny
Pour les articles homonymes, voir Saint Vital.
Vital de Savigny, Vital de Mortain ou saint Vital de Savigny, né vers 1050 et mort le 16 septembre 1122, est une personnalité religieuse de l'Ouest de la France. Contemporain de Robert d'Arbrissel, Raoul de La Futaie, Bernard de Tiron et saint Alleaume, il fonde l'ordre de Savigny. On le fête le 16 septembre.

## Le chanoine

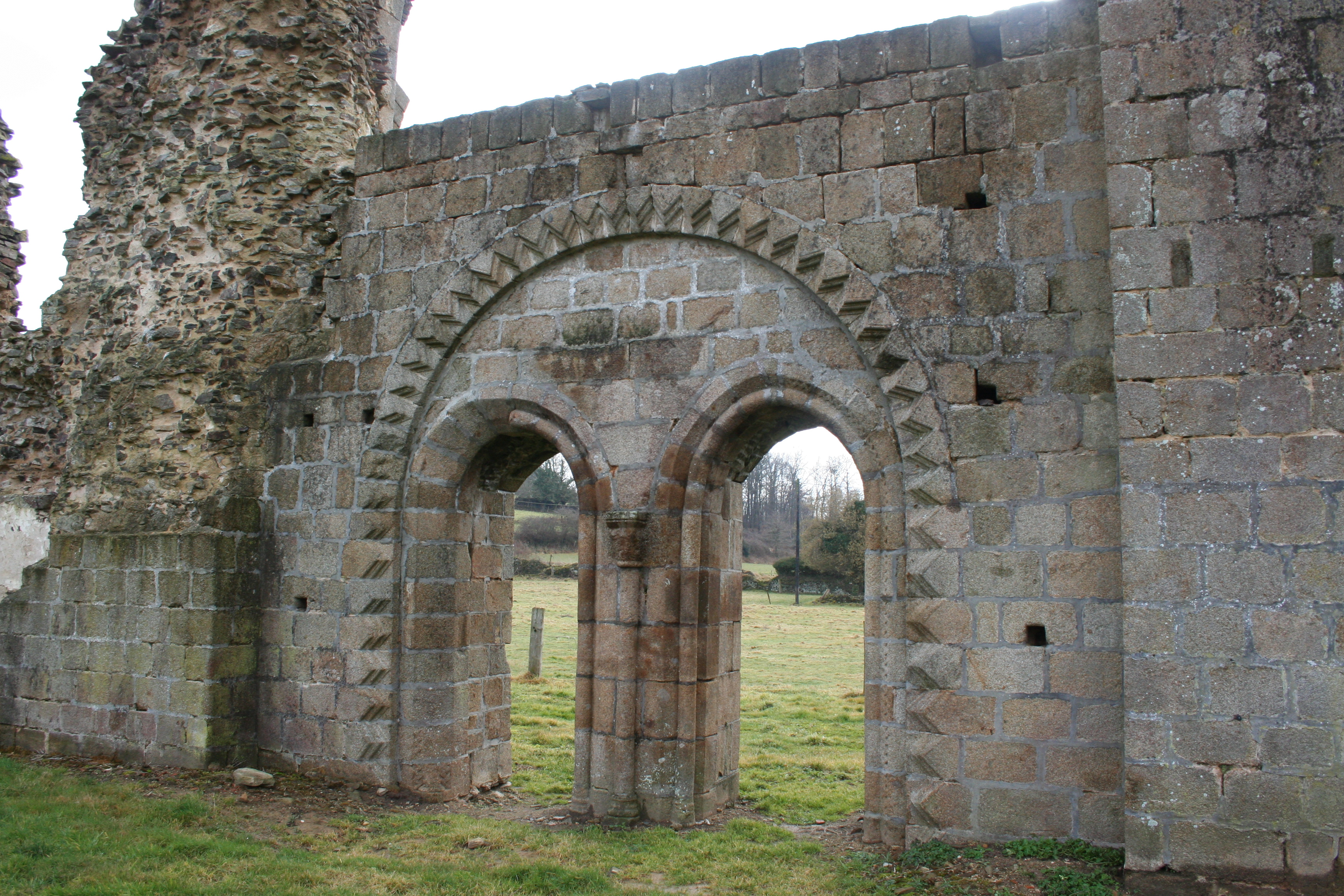
Ruines de l'abbaye de Savigny.

Vital de Savigny nait vers 1050 dans le diocèse de Bayeux, dans un village nommé aujourd'hui Tierceville. Il appartient certainement à une famille aisée mais non aristocratique. Ses parents, Raimfroy et Roharde, se hâtent de le faire instruire. Sa précocité le fait nommer le petit abbé. Le célèbre évêque de Bayeux Odon de Conteville l'envoie étudier à Liège. Vital revient dans son pays pour y ouvrir lui-même une école, qui était en même temps la chaire d'un apôtre. Il voit sa réputation se répandre à la Normandie, au Maine, en Bretagne, en Angleterre. Robert de Mortain, frère utérin de Guillaume le Conquérant et frère d'Odon de Conteville, le choisit comme chapelain et chanoine de sa collégiale Saint-Évroult de Mortain. Il occupe cette charge pendant environ vingt ans. La Vita beati Vitalis écrite par Étienne de Fougères raconte comment Vital s'évertue à ramener la paix dans son entourage. Il intervient par exemple pour empêcher le comte de Mortain de battre sa femme, le menaçant de rompre le mariage.

## L'ermite
En 1093 ou en 1095-1096, il embrasse la vie érémitique, renonçant à tous les avantages qui lui étaient promis. Constatant l'enrichissement excessif des monastères bénédictins, il cherche dans la solitude une vie plus proche de la règle de saint Benoît. Il n'est pas le seul à suivre cette voie. Entre 1095 et 1110, de nombreux religieux deviennent en effet ermites et partent évangéliser les foules. Pierre l'Ermite, Robert d'Arbrissel, Bernard de Tiron, Raymond Gayrard, Aldwine en sont les figures les plus connues. De nombreux disciples se soumettent sous la direction de Vital à une règle de silence absolu, de prière continuelle et de travail manuel. C'est l'origine de la communauté du Neubourg (dans les faubourgs de Mortain). Le fils de Robert de Mortain, Guillaume cède à l'ermite des terres au Neubourg qu'on appellera l'aumône de Mortain.
Les ermites deviennent trop nombreux ; Vital de Savigny les emmène alors dans les "déserts" et les forêts des marches de Normandie, du Maine et de Bretagne, fonde des ermitages, notamment celui de Dompierre, et donne des soins aux populations délaissées. Sa notoriété se répand au loin. Bernard d'Abbeville (ou de Tiron) mort en 1117, ermite, bénédictin, se réfugie dans l'un de ses ermitages. On offre à Vital un monastère à Château-Gontier ; il habite quelque temps à Saint-Sulpice-des-chèvres, dans la forêt de Pail. Il passe deux fois en Angleterre (1102, 1108), appelé par saint Anselme. En 1106, il est présent à Tinchebray et cherche à empêcher la bataille qui s'annonce entre Robert Courteheuse et son frère Henri Beauclerc. La bataille a quand même lieu et Henri en sort vainqueur. Le roi d'Angleterre confisque à Vital l'aumône de Mortain. L'ermite paie sûrement d'avoir pour bienfaiteur Guillaume de Mortain, l'un des barons vaincus.
Vital part se réfugier dans les forêts des marches de Bretagne, Maine et Normandie, où il retrouve ses illustres amis Robert d'Arbrissel, Raoul de La Futaie et Bernard de Tiron, « qui venaient à Dompierre, comme jadis les Pères de Nitrie, tenir des conférences sur les constitutions érémitiques et sur la situation de l'Église ». Bernard, lors d'une de ses visites (1110) trouve Vital de Savigny dans un lieu de la forêt de Fougères dit le Chêne-savant.

## L'abbé

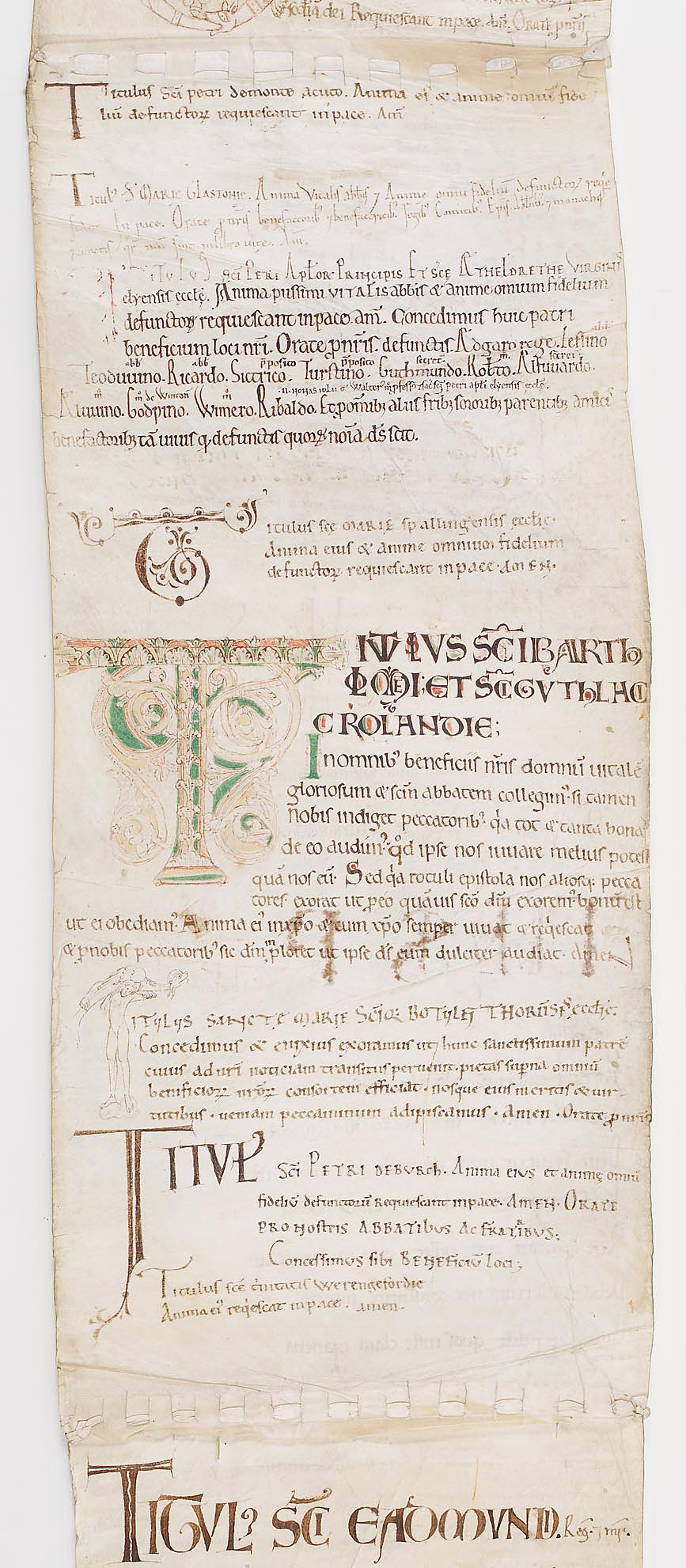
Rouleau funéraire de Vital de Savigny, Paris, Archives nationales, AE/II/138.

En 1105, Raoul, seigneur de Fougères, avait donné à Vital une partie de la forêt de Savigny où ce dernier avait établi ses moines blancs (ses néophytes comme les nomme Orderic Vital). La fondation est officialisée en 1112 quand le roi d'Angleterre et duc de Normandie Henri lui accorda une charte. Par sa situation aux confins du Maine, de la Bretagne et de la Normandie, la communauté monastique représentait un enjeu stratégique et Henri, oubliant son ressentiment à l'égard de Vital, comprit qu'il avait tout à gagner en s'impliquant à Savigny. Il renforçait sa position sur ce secteur aux limites de son duché. L'année 1112 voit la naissance officielle de l'abbaye de Savigny. Dans la Vita beati Vitalis écrite par Étienne de Fougères, Vital apparaît sous la figure original d'un « abbé spécialiste de la prédication hors du monastère ». Par contre, son compagnon Bernard de Tiron est plus connu comme un anachorète. 
Monastère double, l'abbaye de Savigny devient bientôt chef d'Ordre, étend ses possessions dans le Maine, particulièrement au doyenné d'Ernée, et les seigneurs de Mayenne deviennent ses principaux bienfaiteurs. Cependant, l'Ordre de Savigny se développera surtout sous l'abbatiat de son successeur, Geoffroy. 
Vital fonda aussi une communauté féminine dont la localisation est incertaine. Il s'agit peut-être de l'abbaye Blanche à Mortain mais sa charte de fondation, datée de 1105, est un faux. La communauté féminine fondée par l'anachorète avait la particularité d'être ouverte aux filles pauvres, au contraire des autres monastères qui n'accueillaient que des filles de l'aristocratie.
En 1119 ou 1122, Vital de Savigny visite les ermites de Dompierre, quand il expire subitement après avoir prononcé ces paroles : « Sanctæ Mariæ intercessio nos angelorum adjungat consortio ».
On ensevelit son corps à Savigny, puis un de ses moines partit, muni d'un rouleau mortuaire, de monastère en monastère dans le Maine, l'Anjou et la Normandie, notifier le décès de l'abbé, et demander pour lui des prières.
La vie de saint Vital a été écrite dans les années 1170 par Étienne de Fougères, chanoine de la collégiale Saint-Évroult de Mortain puis évêque de Rennes.